# Thời kỳ Chiêu Hòa
Thời kỳ Chiêu Hòa (昭和時代 (Chiêu Hòa thời đại) Shōwa jidai) là một giai đoạn trong lịch sử Nhật Bản tương ứng với thời gian tại vị của Thiên hoàng Chiêu Hòa, từ ngày 25 tháng 12 năm 1926 đến 7 tháng 1 năm 1989.
| Lịch sử Nhật Bản | Lịch sử Nhật Bản |
| --- | ---------------- |
| Tiền sửThời kỳ đồ đá cũ ~15000 TCN Thời kỳ Jōmon (Thằng Văn) ~15000 TCN–300 TCN Thời kỳ Yayoi (Di Sinh) tk 4 TCN–tk 3 |                  |
| Cổ đạiThời kỳ Kofun (Cổ Phần) tk 3–tk 7 Thời kỳ Asuka (Phi Điểu) 592–710 Thời kỳ Nara (Nại Lương) 710–794 Thời kỳ Heian (Bình An) 794–1185 |                  |
| Phong kiếnThời kỳ Kamakura (Liêm Thương) 1185–1333 Tân chính Kemmu (Kiến Vũ) 1333–1336 Thời kỳ Muromachi (Thất Đinh) 1336–1573 Thời kỳ Nam-Bắc triều 1336–1392 Thời kỳ Chiến Quốc 1467–1590 Thời kỳ Azuchi-Momoyama (An Thổ-Đào Sơn) 1573–1603 Mậu dịch Nanban (Nam Man) Chiến tranh Nhật Bản – Triều Tiên 1592–1598 Thời kỳ Edo/Tokugawa (Giang Hộ/Đức Xuyên)1603–1868 Chiến tranh Nhật Bản – Lưu Cầu Chiến dịch Ōsaka (Đại Phản) Tỏa Quốc Đoàn thám hiểm Perry Hiệp ước Kanagawa (Thần Nại Xuyên) Bakumatsu (Mạc mạt) Minh Trị Duy tân Chiến tranh Boshin (Mậu Thìn) |                  |
| Hiện đạiThời kỳ Minh Trị (Meiji) 1868–1912 Nhật xâm lược Đài Loan 1874 Chiến tranh Tây Nam Chiến tranh Nhật–Thanh Hiệp ước Mã Quan Chiến tranh Ất Mùi 1895 Phong trào Nghĩa Hòa Đoàn Hòa ước Portsmouth Hiệp ước Nhật–Triều 1910 Thời kỳ Đại Chính (Taishō) 1912-1926 Nhật Bản trong Thế chiến thứ nhất Sự can thiệp của Nhật Bản vào Siberia Đại thảm họa động đất Kantō 1923 Thời kỳ Chiêu Hòa (Shōwa) 1926–1989 Chủ nghĩa quân phiệt Nhật Bản Sự kiện Phụng Thiên Nhật Bản xâm lược Mãn Châu Hiệp ước chống Quốc tế Cộng sản Chiến tranh Trung–Nhật Cuộc tấn công Trân Châu Cảng Vụ ném bom nguyên tử xuống Hiroshima và Nagasaki Chiến tranh Xô–Nhật Nhật Bản đầu hàng Thời kỳ bị chiếm đóng 1945-1952 Nhật Bản thời hậu chiếm đóng Kỳ tích kinh tế Nhật Bản thời hậu chiến Thời kỳ Bình Thành (Heisei) 1989–2019 Thập niên mất mát Động đất Kobe 1995 Cool Japan Động đất và sóng thần Tōhoku 2011 Thời kỳ Lệnh Hòa (Reiwa) 2019–nay Đại dịch COVID-19 tại Nhật Bản |                  |
| Xem thêm Thiên hoàng • Niên biểu • Đế quốc Nhật Bản Kinh tế • Giáo dục • Quân sự • Hải quân • Di sản thế giới |                  |
| x t s |                  |

Thời kỳ Chiêu Hòa dài hơn thời gian tại vị của các Thiên hoàng trước đó. Trong khoảng thời gian trước 1945, Nhật Bản chuyển sang chế độ chính trị của chủ nghĩa toàn trị, chủ nghĩa dân tộc cực đoan và chủ nghĩa phát xít lên đến đỉnh điểm khi Nhật Bản xâm lược Trung Quốc năm 1937. Đây là một phần của giai đoạn đầy biến động trong xã hội và xung đột như thời kỳ đại khủng hoảng và chiến tranh thế giới thứ 2.

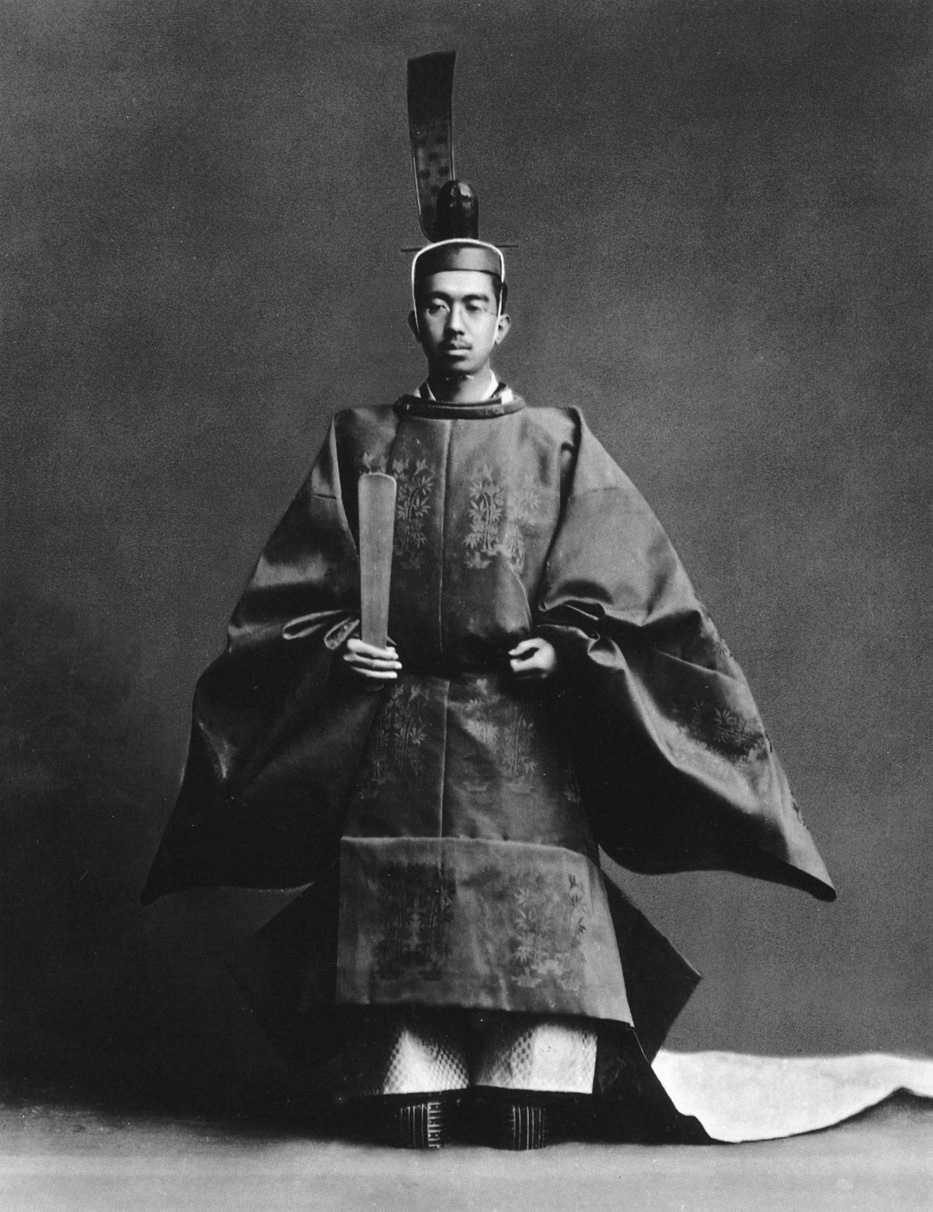
Thiên hoàng Chiêu Hòa

Bại trận trong chiến tranh thế giới thứ 2 đã làm cho Nhật Bản thay đổi. Vào thời kỳ đầu tiên và lần duy nhất trong lịch sử, Nhật Bản chịu sự quản lý của các quốc gia khác - ở đây cụ thể là các nước Đồng Minh phương Tây. Việc chiếm đóng này kéo dài đến 7 năm. Phe đồng minh chiếm đóng đã đưa ra các cải cách dân chủ sâu rộng cùng các nỗ lực nhằm xóa bỏ triệt để chủ nghĩa quân phiệt. Dưới áp lực của các nước Đồng Minh, Thiên hoàng ra bản Tuyên ngôn nhân gian nhằm tuyên bố mình là người trần mắt thịt chứ không phải là một vị thánh sống, đồng thời Nhật Bản trở thành một quốc gia có chế độ quân chủ lập hiến với quyền lực nằm trong tay chính phủ được bầu chọn một cách dân chủ. Năm 1952, theo hiệp ước San Francisco, Nhật Bản trở thành một quốc gia có chủ quyền. Thời kỳ Chiêu Hòa hậu chiến cũng chứng kiến sự hồi phục và trỗi dậy đáng ngạc nhiên của nền kinh tế Nhật Bản, điều này được thế giới gọi là "Sự thần kỳ Nhật Bản".
Điều này có nghĩa là, trong thời kỳ Chiêu Hòa, trước và sau 1945 thì Nhật Bản có hai dạng thể chế khác nhau. Khoảng thời gian 1926–1945 chính thể của nước Nhật chính là sự nối tiếp của đế quốc Nhật Bản trước đó và dần dần chuyển mình thành chế độ phát xít Nhật. Khoảng thời gian 1945–1989 là một phần của Nhật Bản hiện nay, với thể chế dân chủ đại nghị và Thiên hoàng không nắm thực quyền mà chỉ là biểu tượng của quốc gia.

## Từ nguyên
Hai ký tự kanji Chiêu Hòa (昭和) là từ một đoạn trong Kinh Thư của Trung Quốc: tiếng Trung: 百姓 昭明 ， 協和 萬邦 (Dịch: "Bách tính chiêu minh. Hiệp hòa vạn bang.") Từ cùng một trích dẫn này, Nhật Bản cũng đã thông qua tên thời đại Minh Hòa (明和) trong thời kỳ Edo vào cuối thế kỷ 18. Có hai ứng cử viên khác tại thời điểm đó - Đồng Hòa (同 和) và Nguyên Hóa (元 化).
Thuật ngữ này có thể được hiểu đại khái là "hòa bình soi sáng" hoặc trong khi một số người giải thích là "Nhật Bản rạng rỡ".

Trong tuyên bố đăng cơ được đọc cho mọi người, Thiên hoàng đã nhắc đến niên hiệu này như sau: 
"Tôi đã đến thăm các chiến trường của Thế chiến thứ I ở Pháp. Trước sự tàn phá như vậy, tôi hiểu được sự hạnh phúc của hòa bình và sự cần thiết của sự hòa hợp giữa các quốc gia."

## Kết thúc "Chế độ Dân chủ Đại Chính"

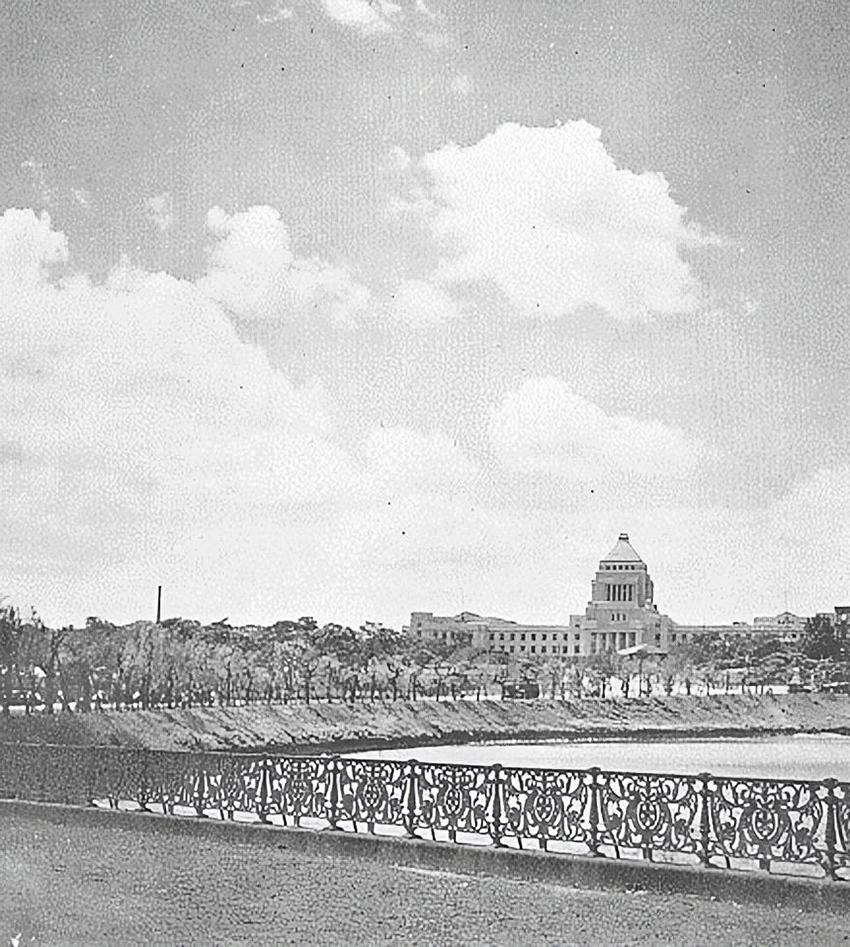
Tòa Nghị sự Quốc hội, nơi cả hai viện của Quốc hội Nhật Bản họp, được hoàn thành vào đầu thời Chiêu Hòa (1936).

Cuộc bầu cử Katō Takaaki làm Thủ tướng Nhật Bản tiếp tục cải cách dân chủ đã được ủng hộ bởi các cá nhân có ảnh hưởng ở cánh tả. Điều này lên đến đỉnh điểm trong việc thông qua quyền bầu cử phổ thông vào tháng 5 năm 1925. Dự luật này đã cho tất cả các đối tượng nam trên 25 tuổi quyền bầu cử, với điều kiện họ đã sống ở các khu vực bầu cử của họ trong ít nhất một năm và không phải là người vô gia cư. Do đó, cử tri gần như tăng gấp bốn lần, từ 3,3 triệu đến 12,5 triệu.
Tuy nhiên, các lực lượng phản động đã phát triển mạnh mẽ và ổn định hơn sau năm 1925. Đã có một sự rút lui khỏi cải cách, chính sách tự do và dân chủ. Áp lực từ quyền bảo thủ buộc phải thông qua Luật gìn giữ hòa bình năm 1925 cùng với luật chống cực đoan khác, chỉ mười ngày trước khi thông qua phổ thông quyền bầu cử. Đạo luật gìn giữ hòa bình đã ngăn chặn hoạt động cánh tả - vốn không rộng rãi - và được siết chặt đều đặn. Nó cấm các nhóm tìm cách thay đổi hệ thống chính phủ hoặc xóa bỏ quyền sở hữu tư nhân. Các phong trào cánh tả nhỏ đã được hồi sinh bởi chủ nghĩa Bôn-sê-vích sau đó bị nghiền nát và phân tán. Điều này một phần là do Đạo luật gìn giữ hòa bình, nhưng cũng do sự chia rẽ chung ở cánh tả. Phe bảo thủ buộc phải thông qua Luật gìn giữ hòa bình vì các nhà lãnh đạo đảng và chính trị gia thời Đại Chính đã cảm thấy rằng, sau Thế chiến I, nhà nước gặp nguy hiểm từ các phong trào cách mạng. Nhà nước Nhật Bản không bao giờ xác định rõ ràng một ranh giới giữa các vấn đề riêng tư và công, do đó, đòi hỏi sự trung thành trong tất cả các lĩnh vực của xã hội. Sau đó, bất kỳ cuộc tấn công ý thức hệ nào, như đề xuất cải cách xã hội chủ nghĩa, được coi là một cuộc tấn công vào chính sự tồn tại của nhà nước. Ý nghĩa của luật dần dần được kéo dài sang các lĩnh vực học thuật. Sau khi thông qua Luật gìn giữ hòa bình và luật pháp liên quan,  kokutai  nổi lên như là biểu tượng của nhà nước. Kokutai được coi là rào cản chống lại các phong trào cộng sản và xã hội chủ nghĩa ở Nhật Bản. Với thách thức của Đại suy thoái sắp xảy ra, đây sẽ là hồi chuông báo tử cho nền dân chủ nghị viện ở Nhật Bản.

## Từ Hội nghị Washington đến Biến cố Phụng Thiên
Sau Chiến tranh thế giới thứ nhất, các cường quốc phương Tây, chịu ảnh hưởng của hệ tư tưởng Wilsonian, đã cố gắng nỗ lực giải trừ vũ khí nói chung. Tại Hội nghị Hải quân Washington năm 1921-1922, các cường quốc đã họp để đặt ra giới hạn cho vũ khí hải quân. Hiệp định giới hạn hải quân năm cường quốc đã được tổ chức tại Washington hạn chế cạnh tranh về các tàu chiến và tàu sân bay với tỷ lệ 5: 5: 3 cho Vương quốc Anh, Hoa Kỳ và Nhật Bản. Những người theo chủ nghĩa dân tộc cực đoan Nhật Bản coi đây là một nỗ lực của các cường quốc phương Tây nhằm kiềm chế chủ nghĩa bành trướng của Nhật Bản trong một khu vực trên toàn cầu mà họ không có hứng thú. Nhưng, những người nắm quyền lực ở Nhật Bản đã đồng ý giải trừ vũ khí, nhận ra rằng hương vị toàn cầu của chiến tranh đã trở nên tồi tệ sau Chiến tranh thế giới thứ nhất và biết rằng, tỷ lệ này đủ để duy trì bá quyền ở Thái Bình Dương.
Tuy nhiên, vào năm 1924, các mối quan hệ thân thiện giữa Hoa Kỳ và Nhật Bản đã bị tổn thương bởi Đạo luật Loại trừ Nhật Bản. Đạo luật đã đóng cửa nhập cư của Nhật Bản vào Hoa Kỳ và đưa người nhập cư Nhật Bản xuống mức của những người châu Á khác (những người đã bị loại trừ). Phản ứng áp đảo ở Nhật Bản, cả ở cấp cao nhất và trong các cuộc biểu tình rầm rộ phản ánh dư luận tức giận, là thù địch và chịu đựng. Các nhà bình luận đề nghị nổ súng trong một cuộc chiến tranh và kêu gọi xây dựng lực lượng vũ trang mới của Nhật Bản.
Khủng hoảng tài chính Chiêu Hòa là một cơn hoảng loạn tài chính vào năm 1927, trong năm đầu tiên của triều đại Nhật hoàng Hirohito. Đó là tiền thân của Đại khủng hoảng. Nó hạ bệ chính phủ của Thủ tướng Wakatsuki Reijirō và dẫn đến sự thống trị của zaibatsu đối với ngành ngân hàng của Nhật Bản.
Từ năm 1928 đến 1932, khủng hoảng trong nước không còn có thể tránh được. Khi cánh tả bị nhà nước đàn áp mạnh mẽ, sụp đổ kinh tế đã mang đến một khó khăn mới cho người dân Nhật Bản. Giá lụa và gạo giảm mạnh và xuất khẩu giảm 50%. Thất nghiệp ở cả thành phố và nông thôn đều tăng vọt và sự kích động xã hội đã xuất hiện. 
Trong khi đó, Hiệp ước hải quân Luân Đôn đã được phê chuẩn vào năm 1930. Mục đích của nó là mở rộng Hệ thống Hiệp ước Washington. Chính phủ Nhật Bản đã muốn tăng tỷ lệ của họ lên 10: 10: 7, nhưng đề xuất này đã bị Hoa Kỳ phản đối nhanh chóng. Tuy nhiên, nhờ thỏa thuận ngầm và các mưu đồ khác, Nhật Bản đã tiến xa với "lợi thế" 5: 4 trong các tàu tuần dương hạng nặng, nhưng cử chỉ nhỏ này sẽ không thỏa mãn dân chúng Nhật Bản đang dần rơi vào sự phù phép của nhiều người khác nhau các nhóm cực kỳ dân tộc sinh sản trong cả nước. Do thất bại của mình đối với Hiệp ước Hải quân Luân Đôn, Thủ tướng Osachi Hamaguchi đã bị bắn vào ngày 14 tháng 11 năm 1930, bởi một người theo chủ nghĩa siêu quốc gia và qua đời năm 1931.
Đến thời điểm này, chính quyền dân sự đã mất quyền kiểm soát dân chúng. Một phóng viên của New York Times gọi Nhật Bản là một quốc gia được cai trị bởi "chính phủ bằng cách ám sát." Quân đội, di chuyển độc lập với chính phủ hợp pháp của Nhật Bản, đã nhân cơ hội xâm chiếm Mãn Châu vào mùa hè năm 1931.
Kể từ Chiến tranh Nga-Nhật năm 1905, Nhật Bản đã duy trì sự hiện diện quân sự ở Mãn Châu. Vào ngày 18 tháng 9 năm 1931, Sự kiện Phụng Thiên đã xảy ra. Có một vụ nổ nhỏ trên đường ray của một tuyến đường sắt Nhật Bản, phía bắc Phụng Thiên (Thẩm Dương ngày nay). Nhật Bản xâm lược Mãn Châu sau đó. Quân đội Nhật đã huy động Đạo quân Quan Đông và tấn công quân đội Trung Quốc. Chính phủ Minseito, đứng đầu là người kế vị của Hamaguchi Wakatsuki Reijirō, đã không thể kiềm chế cuộc tấn công của quân đội. Đạo quân Quan Đông đã chinh phục toàn bộ Mãn Châu và thiết lập nhà nước bù nhìn Mãn Châu Quốc vào ngày 1 tháng 3 năm 1932. Hoàng đế Trung Hoa, Phổ Nghi, được đưa lên làm người cai trị bù nhìn của Mãn Châu Quốc. Quốc hội, hiện do các quan chức quân đội thống trị, đã bỏ phiếu rút khỏi Hội Quốc Liên. Những hạt giống đầu tiên của cuộc xung đột sắp tới đã được gieo.

## Sự trỗi dậy của chủ nghĩa dân tộc
Trước năm 1868, hầu hết người Nhật dễ dàng đồng nhất với phiên phong kiến hơn là ý tưởng về "Nhật Bản" nói chung. Khi Đức Xuyên Mạc phủ bị lật đổ, các thủ lĩnh của cuộc nổi dậy, các phiên Satsuma và Chōshū, đã phản đối ý thức hệ của nhà Tokugawa kể từ trận chiến Sekigahara. Thời đại Meiji đã thay đổi tất cả. Với sự ra đời của giáo dục đại chúng, Chế độ quân dịch bắt buộc, công nghiệp hóa, tập trung hóa và chiến tranh nước ngoài thành công, chủ nghĩa dân tộc Nhật Bản bắt đầu trở thành một thế lực mạnh mẽ trong xã hội. Giáo dục đại chúng và sự bắt buộc được dùng như một phương tiện để truyền bá thế hệ sắp tới với "ý tưởng về Nhật Bản" như một quốc gia thay vì một loạt đại danh. Theo cách này, lòng trung thành với các phiên phong kiến đã được thay thế bằng sự trung thành với nhà nước. Công nghiệp hóa và tập trung hóa đã cho Nhật Bản một cảm giác mạnh mẽ rằng đất nước của họ một lần nữa có thể là đối thủ và thống trị các cường quốc phương Tây về công nghệ và xã hội. Hơn nữa, các cuộc chiến tranh nước ngoài thành công đã mang lại cho người dân cảm giác tự hào về võ thuật của quốc gia.
Sự trỗi dậy của chủ nghĩa dân tộc Nhật Bản song song với sự phát triển của chủ nghĩa dân tộc phương Tây. Một số người bảo thủ như Gondō Seikei và Asahi Heigo đã thấy sự công nghiệp hóa nhanh chóng của Nhật Bản là điều cần phải tiết chế. Dường như, trong một thời gian, Nhật Bản đã trở nên quá đa văn hóa & "Tây hóa" và nếu không bị coi thường, một cái gì đó về bản chất Nhật Bản sẽ bị mất. Trong thời đại Minh Trị, những người theo chủ nghĩa dân tộc như vậy đã chống lại các hiệp ước bất bình đẳng, nhưng trong những năm sau Chiến tranh thế giới thứ nhất, sự chỉ trích của phương Tây về tham vọng và hạn chế của đế quốc Nhật Bản đối với người nhập cư Nhật Bản đã thay đổi trọng tâm phong trào dân tộc ở Nhật Bản.
Chủ nghĩa dân tộc Nhật Bản đã bị cuốn hút bởi một khái niệm lãng mạn về Võ sĩ đạo và được thúc đẩy bởi một mối quan tâm hiện đại cho sự phát triển công nghiệp nhanh chóng và sự thống trị chiến lược ở Đông Á. Nó đã xem Can thiệp Tam Quốc năm 1895 là mối đe dọa đối với sự tồn tại của Nhật Bản ở Đông Á và cảnh báo rằng "Quyền lực ABCD" (Hoa Kỳ, Anh, Trung Quốc và Hà Lan) đang đe dọa Đế quốc Nhật Bản. Giải pháp duy nhất của họ là chinh phục và chiến tranh.
Trong phần đầu của kỷ nguyên Chiêu Hòa, sự phân biệt chủng tộc đối với những người châu Á khác là thói quen ở Hoàng gia Nhật Bản, bắt đầu từ khi bắt đầu chủ nghĩa thực dân Nhật Bản. Chế độ Shōwa đã thuyết giảng ưu thế chủng tộc và lý thuyết phân biệt chủng tộc, dựa trên bản chất thiêng liêng của Yamato-damashii. Một trong những giáo viên của Hoàng đế Chiêu Hòa, nhà sử học Kurakichi Shiratori, nhận xét, "Vì vậy, không có gì trên thế giới so sánh với thiên nhiên (shinsei) của nhà đế quốc và tương tự như sự hùng vĩ của chính thể quốc gia của chúng ta (kokutai). Đây là một lý do tuyệt vời cho sự vượt trội của Nhật Bản. "
Hiệp ước chống cộng quốc tế đã mang tư tưởng của Đức Quốc xã đến Nhật Bản, những người đã cố gắng nhưng cuối cùng đã thất bại trong việc đưa các lập luận chống Do Thái kiểu Đức Quốc xã vào cuộc thảo luận công khai chính thống. Chính phủ đưa ra hình ảnh phổ biến của người Do Thái phần nhiều không phải là để bắt bớ mà là để tăng cường sự đồng nhất về ý thức hệ trong nước.
Các chính sách chống Do Thái của Đức Quốc xã của Adolf Hitler đã bị từ chối khi Bộ trưởng Ngoại giao Nhật Bản Yōsuke Matsuoka tuyên bố rằng: "Tôi không hứa rằng chúng tôi sẽ thực hiện các chính sách chống Do Thái của ông ấy tại Nhật Bản. Đây không chỉ là ý kiến cá nhân của tôi, đó là ý kiến của Nhật Bản và tôi không có sự ép buộc nào về việc công bố nó với thế giới. "
Tướng quân đội Nhật Bản Kiichiro Higuchi và Đại tá Norihiro Yasue cho phép 20.000 người Do Thái vào Mãn Châu Quốc vào năm 1938. Higuchi và Yasue được đánh giá cao về hành động của họ và sau đó được mời tham dự các nghi lễ độc lập của Nhà nước của Israel. Nhà ngoại giao Chiune Sugihara đã viết thị thực du lịch cho hơn 6.000 người Do Thái ở Litva để chạy trốn khỏi sự chiếm đóng của Đức và đến Nhật Bản. Năm 1985, Israel vinh danh ông là  Người dân ngoại công chính  vì hành động của mình.

## Nhà nước quân phiệt
Việc rút khỏi Hội Quốc Liên có nghĩa là Nhật Bản bị cô lập về chính trị. Nhật Bản không có đồng minh mạnh và hành động của nó đã bị quốc tế lên án, trong khi chủ nghĩa dân tộc phổ biến trong nội bộ đang bùng nổ. Các nhà lãnh đạo địa phương, chẳng hạn như thị trưởng, giáo viên và linh mục Thần Đạo đã được tuyển dụng bởi các phong trào khác nhau để truyền bá dân chúng với lý tưởng dân tộc cực đoan. Họ có ít thời gian cho những ý tưởng thực dụng của giới doanh nhân tinh hoa và các chính trị gia của đảng. Lòng trung thành của họ nằm ở Hoàng đế và quân đội. Vào tháng 3 năm 1932, âm mưu ám sát "Liên minh máu" và sự hỗn loạn xung quanh phiên tòa xét xử những kẻ âm mưu của nó đã làm xói mòn khả năng cầm quyền bằng luật lệ dân chủ ở Nhật Bản thời Chiêu Hòa. Vào tháng Năm cùng năm, một nhóm các sĩ quan Quân đội và Hải quân cánh hữu đã ám sát Thủ tướng Inukai Tsuyoshi thành công. Âm mưu đã thất bại trong việc dàn dựng một cuộc đảo chính hoàn hảo, nhưng nó đã chấm dứt hiệu quả sự cai trị của các đảng phái chính trị ở Nhật Bản.
Từ năm 1932 đến 1936, đất nước được cai trị bởi các đô đốc. Gắn kết thiện cảm dân tộc dẫn đến sự bất ổn mãn tính trong chính phủ. Chính sách ôn hòa rất khó thực thi. Cuộc khủng hoảng lên đến đỉnh điểm vào ngày 26 tháng 2 năm 1936 qua sự kiện được gọi là Sự kiện ngày 26 tháng 2, khoảng 1.500 quân nhân theo chủ nghĩa dân tộc cực đoan đã diễu hành vào trung tâm Tokyo. Nhiệm vụ của họ là ám sát chính phủ và thúc đẩy "Trung hưng Chiêu Hòa". Thủ tướng Okada đã sống sót sau cuộc đảo chính bằng cách trốn trong một kho lưu trữ trong nhà. Cuộc đảo chính chỉ kết thúc khi Nhật hoàng đích thân ra lệnh chấm dứt đổ máu.
Trong nước, ý tưởng về Khối Thịnh vượng chung Đại Đông Á bắt đầu nảy sinh. Những người theo chủ nghĩa dân tộc tin rằng "các cường quốc ABCD" (Mỹ, Anh, Trung Quốc, Hà Lan) là mối đe dọa đối với tất cả người châu Á và châu Á chỉ có thể tồn tại bằng cách làm theo hình mẫu của Nhật Bản. Nhật Bản là cường quốc châu Á và phi phương Tây duy nhất tự công nghiệp hóa thành công và là đối thủ của các đế chế phương Tây vĩ đại. Trong khi phần lớn được các nhà quan sát phương Tây đương đại mô tả là một mặt trận cho sự bành trướng của quân đội Nhật Bản, ý tưởng đằng sau Khối thịnh vượng là Châu Á sẽ hợp nhất chống lại các cường quốc phương Tây và Chủ nghĩa đế quốc phương Tây dưới sự bảo trợ của Nhật Bản. Ý tưởng đã thu hút ảnh hưởng trong các khía cạnh gia trưởng của Nho giáo và  Koshitsu Shinto . Do đó, mục tiêu chính của Khối là  hakkō ichiu  - bát hoành nhất vũ, thống nhất tám phương thế giới dưới sự cai trị ( kōdō ) của Nhật hoàng.
Thực tế trong thời kỳ này khác với tuyên truyền. Một số quốc gia và dân tộc bị thiệt thòi, và trong quá trình mở rộng quân sự nhanh chóng ra nước ngoài, Tổng hành dinh Hoàng gia đã dung túng cho nhiều tội ác tàn bạo đối với dân cư địa phương, chẳng hạn như các thí nghiệm của Đơn vị 731,  Chính sách Tam quang, sử dụng hóa học và vũ khí sinh học, các vụ thảm sát dân sự như Nam Kinh, Singapore và Manila.

## Chiến tranh Trung-Nhật lần thứ hai
Vào ngày 7 tháng 7 năm 1937, tại cầu Marco Polo, Đạo quân Quan Đông của Nhật đóng quân ở đó đã sử dụng các vụ nổ được nghe ở phía Trung Quốc của Mãn Châu như một cái cớ để xâm lược. Cuộc xâm lược đã dẫn đến một cuộc chiến tranh quy mô lớn được gọi là Chiến tranh Trung-Nhật lần thứ hai được Hoàng đế phê chuẩn được gọi là "cuộc chiến thần thánh" ( Seisen ) trong tuyên truyền Hoàng gia.
Vào thời điểm đó, Trung Quốc bị chia rẽ nội bộ giữa Đảng Cộng sản Trung Quốc (CPC), dưới sự lãnh đạo của Mao Trạch Đông, và chính phủ Quốc gia Trung Quốc, Kuomintang (Quốc Dân Đảng), dưới sự lãnh đạo của Tưởng Giới Thạch.
Những năm 1937-38 là thời kỳ thành công nhanh chóng và đáng chú ý của người Nhật, do có nhiều lợi thế so với quân đội Trung Quốc. Trong khi quân đội Nhật Bản sở hữu một lực lượng thiết giáp và pháo binh nhỏ hơn nhiều so với các cường quốc phương Tây nhưng cũng đủ vượt xa Trung Quốc về mặt này, và cũng chỉ huy hạm đội hải quân lớn thứ ba thế giới với 2.700 tàu thủy.
Đến cuối tháng 7 năm 1937, người Nhật đã tàn sát Quân đoàn 29 tinh nhuệ tại Kupeikou Bản mẫu:Trích dẫn cần thiết và ngay sau đó chiếm đóng Bắc Kinh. Từ đó, người Nhật tiến xuống phía nam thông qua các tuyến đường sắt chính (Bắc Bình-Tuy Viễn, Bắc Bình-Hán Khẩu và Thiên Tân-Phổ Khẩu). Những nơi này dễ dàng bị chinh phục bởi quân đội vượt trội của Nhật Bản.
Đến tháng 10, đội quân giỏi nhất của Tưởng Giới Thạch đã bị đánh bại tại Thượng Hải. Đến cuối năm, thủ đô của Trung Quốc tại Nam Kinh cũng đã bị chiếm giữ. Việc sử dụng các chiến thuật tiêu thổ được cả hai bên áp dụng một cách triệt để, người Trung Quốc như trong Sự kiện phá đê Hoa Viên Khẩu và sau đó bởi người Nhật với Chính sách Tam quang, "tiêu diệt tất cả, đốt cháy tất cả, cướp bóc tất cả " được khởi xướng năm 1940, cướp đi hàng triệu sinh mạng. Những người theo chủ nghĩa dân tộc Trung Quốc đã dùng đến các chiến thuật du kích dân sự khổng lồ, khiến các lực lượng Nhật Bản mệt mỏi và tức giận. Vô số thường dân Trung Quốc đã bị xử tử vì nghi ngờ là chiến binh kháng chiến. Tội ác chiến tranh của Nhật Bản tại Nam Kinh và các địa điểm khác ở Trung Quốc và Mãn Châu Quốc đã được ghi chép lại.
Vào ngày 13 tháng 12 năm 1937, Lục quân Đế quốc Nhật Bản, sau khi chiếm được Nam Kinh, đã bắt đầu Vụ thảm sát Nam Kinh (đôi khi được gọi là "Vụ cưỡng hiếp Nam Kinh"), dẫn đến một số lượng lớn người chết trong đó có trẻ sơ sinh và người già, và hiếp dâm quy mô lớn đối với phụ nữ Trung Quốc. Con số thương vong chính xác là một vấn đề tranh luận gay gắt giữa các nhà sử học Trung Quốc và Nhật Bản (tham khảo bài viết Thảm sát Nam Kinh để biết thêm chi tiết).
Đến năm 1939, nỗ lực chiến tranh của Nhật Bản đã trở nên bế tắc. Quân đội Nhật Bản đã chiếm giữ hầu hết các thành phố quan trọng ở Trung Quốc, bao gồm Thượng Hải, Nam Kinh, Bắc Kinh và Vũ Hán. Tuy nhiên, những người Quốc Dân đảng và nhưng người Cộng sản đã chiến đấu ở Trùng Khánh và Diên An.

## Chiến tranh thế giới thứ hai
Các cuộc đàm phán cho một liên minh Đức-Nhật bắt đầu vào năm 1937 với sự khởi đầu của sự thù địch giữa Nhật Bản và Trung Quốc. Vào ngày 27 tháng 9 năm 1940, Hiệp ước ba bên đã được ký kết, tạo ra Trục Rome-Tokyo-Berlin. Liên minh còn yếu, với rất ít sự phối hợp hoặc giúp đỡ lẫn nhau cho đến hai năm cuối của cuộc chiến, khi mọi thứ đã quá muộn để tạo ra nhiều khác biệt.
Đến năm 1938, Hoa Kỳ ngày càng cam kết hỗ trợ Trung Quốc và với sự hợp tác của Anh và Hà Lan, đe dọa hạn chế việc cung cấp nguyên liệu quan trọng cho cỗ máy chiến tranh của Nhật Bản, đặc biệt là dầu, thép và tiền. Quân đội Nhật Bản, sau những thất bại nặng nề trước người Nga ở Mông Cổ, muốn tránh chiến tranh với Liên Xô, mặc dù điều đó sẽ hỗ trợ cuộc chiến của Đức chống lại Liên Xô. Nhật hoàng trở nên mệt mỏi trong việc tham chiến, vì quân đội nắm quyền kiểm soát ngày càng nhiều. Thủ tướng Fumimaro Konoe đã được thay thế bởi nội các chiến tranh của Tướng Hideki Tojo (1884-1948), người yêu cầu chiến tranh. Tōjō đã tự do làm theo ý mình và cuộc tấn công đã được thực hiện ở Trân Châu Cảng vào tháng 12 năm 1941, cũng như các vị trí mạnh của Anh và Hà Lan. Hạm đội chiến đấu chính của Mỹ đã bị vô hiệu hóa, và trong 90 ngày tiếp theo, Nhật Bản đã đạt được những tiến bộ đáng ke ở Đông Ấn Hà Lan, Philippines, Malaya và Singapore.
Các vũng lầy ở Trung Quốc đã không cản trở tham vọng của đế quốc trong việc tạo ra một Khối thịnh vượng chung Đại Đông Á. Thật vậy, Chiến tranh Trung-Nhật lần thứ hai đã thúc đẩy nhu cầu về dầu có thể được tìm thấy o Đông Ấn Hà Lan. Sau khi Đại bản doanh Hoàng gia từ chối rút quân khỏi Trung Quốc (trừ Mãn Châu Quốc) và Đông Dương thuộc Pháp, Franklin Delano Roosevelt đã tuyên bố cấm vận dầu mỏ đối với Nhật Bản vào tháng 7 năm 1941. Hải quân, ngày càng bị đe dọa vì mất nguồn cung cấp dầu, khăng khăng quyết định, cảnh báo các giải pháp thay thế là một cuộc chiến có nguy cơ cao, Nhật Bản có thể thua cuộc, hoặc bất đồng quan điểm nhất định về tình trạng đứng thứ ba và mất Trung Quốc và Mãn Châu. Nhật hoàng đã chính thức đưa ra quyết định, nhưng ông đã được một quan chức dân sự quan trọng nói vào ngày 5 tháng 11 năm 1941:
không thể thể nào từ quan điểm của tình hình chính trị trong nước và từ quan điểm tự vệ của chúng ta mà chấp nhận tất cả các yêu cầu của Mỹ.... chúng ta không thể để tình trạng hiện tại tiếp diễn. Nếu chúng ta bỏ lỡ cơ hội tham chiến ngay lúc này, chúng ta sẽ phải cam phận chịu sự sai khiến của Mỹ. Do đó, tôi nhận ra rằng không thể tránh khỏi việc chúng ta phải quyết định bắt đầu một cuộc chiến chống lại Hoa Kỳ. Tôi sẽ đặt niềm tin vào những gì đã tính toán: cụ thể là, mọi thứ sẽ diễn ra tốt đẹp trong phần đầu của cuộc chiến; và rằng mặc dù chúng ta sẽ trải qua những khó khăn ngày càng tăng khi chiến tranh tiếp diễn, vẫn có một số triển vọng thành công.
Với sự chấp thuận của Nhật hoàng, Đại bản doanh Hoàng gia đã phát động Chiến tranh Đại Đông Á. Nó bắt đầu bằng tấn công bất ngờ vào căn cứ hải quân Hoa Kỳ ở Hawaii tại Trân Châu Cảng vào ngày 7 tháng 12 năm 1941. Nhật Bản tuyên chiến với Hoa Kỳ, Hà Lan và Anh. Điều này đánh dấu sự khởi đầu của chiến trường Chiến tranh Thái Bình Dương của Thế chiến II. Trong sáu tháng tiếp theo, người Nhật đã có sáng kiến và tấn công. Hồng Kông đã bị tàn phá vào ngày 8 tháng 12 năm 1941. Đến mùa hè năm 1942, người Nhật đã chinh phục Miến Điện, Xiêm, Đông Ấn Hà Lan và Philippines. Đế quốc Nhật Bản là một trong những nước lớn nhất trong lịch sử. Năm 1942, Đế quốc Nhật Bản đã ở mức độ lớn nhất với các thuộc địa ở Mãn Châu, Trung Quốc, Indonesia, Philippines, Malaysia, Papua New Guinea, Đông Dương, Miến Điện và nhiều đảo Thái Bình Dương.
Trận hải/không chiến Midway quyết định diễn ra vào đầu tháng 6 năm 1942. Điều đó đã thay đổi đà của cuộc chiến. Nhật Bản bị đặt vào thế phòng thủ khi người Mỹ theo đuổi chính sách nhảy đảo. Tokyo liên tục bị ném bom vào năm 1945 và vào đầu mùa xuân và mùa hè năm 1945, Đảo Iō và Okinawa đã bị người Mỹ chiếm giữ. Cuối cùng, nỗi đau đớn chết chóc của Đế quốc Nhật Bản đã đến vào tháng 8 năm 1945. Vào ngày 6 tháng 8, một quả bom nguyên tử đã được ném xuống Hiroshima, ngay lập tức giết chết khoảng 70.000 người khi cuộc tấn công diễn ra (cộng thêm khoảng 130.000 người khác vào năm 1960 do hậu quả). Vào ngày 8 tháng 8, Chiến dịch Mãn Châu của Hồng quân Liên Xô bắt đầu. Ngày hôm sau, một quả bom nguyên tử thứ hai đã được thả xuống Nagasaki, giết chết khoảng 40.000 người. Những cuộc tấn công với vũ khí nguyên tử mới là một đòn bất ngờ. Nhật Bản thiếu bất kỳ công nghệ bom nguyên tử nào và không thể chống lại nó. Chính phủ của Đế quốc Nhật Bản đầu hàng vào ngày 14 tháng 8. Lễ đầu hàng chính thức được tổ chức vào ngày 2 tháng 9.
Tổng số người thiệt mạng trong quân đội Nhật Bản từ năm 1937 đến năm 1945 là 2,1 triệu người; hầu hết đến trong năm cuối cùng của cuộc chiến. Bệnh đói hoặc bệnh liên quan đến suy dinh dưỡng chiếm khoảng 80% trường hợp tử vong của quân đội Nhật Bản tại Philippines và 50% trường hợp tử vong do quân đội ở Trung Quốc. Các cuộc không kích vào Nhật Bản, ném bom từ trên không vào tổng số 69 thành phố của Nhật Bản dường như đã chiếm tối thiểu 400.000 và có thể gần hơn 600.000 sinh mạng dân thường (hơn 100.000 ở Tokyo, hơn 200.000 ở Hiroshima và Nagasaki cộng lại, và 80.000 người chết trong trận chiến Okinawa). Những người thực dân đã chết khi cố gắng trở về Nhật Bản từ Mãn Châu vào mùa đông năm 1945 có lẽ khoảng 100.000.

### Sự cai trị trong đế chế
Nhật Bản đã phát động nhiều cuộc tấn công ở Đông Á. Năm 1937, Quân đội Nhật Bản đã xâm chiếm và chiếm được hầu hết các thành phố ven biển của Trung Quốc như Thượng Hải. Vào ngày 22 tháng 9 năm 1940, Nhật bắt đầu xâm chiếm Đông Dương thuộc Pháp. Nhật Bản đã tiếp quản Đông Dương thuộc Pháp (Việt Nam, Lào, Campuchia), Mã Lai thuộc Anh (Brunei, Malaysia, Singapore) cũng như Đông Ấn Hà Lan (Indonesia). Thái Lan đã cố gắng duy trì sự độc lập bằng cách trở thành một quốc gia vệ tinh của Nhật Bản. Vào ngày 13 tháng 4 năm 1941, Điều ước bất xâm phạm Nhật-Xô đã được ký kết. Vào tháng 12 năm 1941 đến tháng 5 năm 1942, Nhật Bản đã đánh chìm các tàu chính của hạm đội Mỹ, Anh và Hà Lan, chiếm được Hồng Kông, Singapore, Philippines và Đông Ấn Hà Lan, và đạt đến biên giới của Ấn Độ và Úc. Nhật Bản đột nhiên đã đạt được mục tiêu cai trị Khu vực thịnh vượng chung Đại Đông Á.
Hệ tư tưởng của đế chế thực dân Nhật Bản, khi nó mở rộng đáng kể trong chiến tranh, chứa đựng hai xung lực có phần mâu thuẫn. Một mặt, nó đã thuyết giảng sự thống nhất của Khối thịnh vượng chung Đại Đông Á, một liên minh các chủng tộc châu Á, do Nhật Bản lãnh đạo, chống lại chủ nghĩa đế quốc của Anh, Pháp, Hà Lan, Hoa Kỳ và châu Âu chủ nghĩa đế quốc nói chung. Cách tiếp cận này tôn vinh các giá trị tinh thần của phương Đông đối lập với chủ nghĩa duy vật thô bỉ của phương Tây. Trong thực tế, Người Nhật đã đưa các quan chức và kỹ sư có đầu óc tổ chức để điều hành đế chế mới của họ và họ tin vào những lý tưởng về hiệu quả, hiện đại hóa và các giải pháp kỹ thuật cho các vấn đề xã hội. Đó là chủ nghĩa phát xít dựa trên công nghệ và bác bỏ các quy tắc dân chủ phương Tây. Sau năm 1945, các kỹ sư và quan chức đã tiếp quản và biến chủ nghĩa phát xít thời chiến thành kỹ năng quản lý doanh nghiệp.
Nhật Bản thiết lập chế độ bù nhìn ở Mãn Châu và Trung Quốc; các chế độ này đã biến mất vào cuối cuộc chiến. Quân đội vận hành các chính phủ tàn nhẫn ở hầu hết các khu vực bị chinh phục nhưng lại chú ý nhiều hơn đến Đông Ấn Hà Lan. Mục tiêu chính là thu được dầu. Người Hà Lan đã phá hủy các giếng dầu của họ nhưng người Nhật đã mở lại chúng. Tuy nhiên, hầu hết các tàu chở dầu đến Nhật Bản đều bị tàu ngầm Mỹ đánh chìm, do đó tình trạng thiếu dầu của Nhật Bản ngày càng nghiêm trọng. Nhật Bản tài trợ cho một phong trào dân tộc Indonesia theo Sukarno. Sukarno cuối cùng đã lên nắm quyền vào cuối những năm 1940 sau vài năm chiến đấu với người Hà Lan.

## Bị đánh bại và bị Đồng minh chiếm đóng
Với sự thất bại của Đế quốc Nhật Bản, các cường quốc Đồng minh đã giải thể Đế quốc Nhật Bản. Liên Xô chịu trách nhiệm về Bắc Triều Tiên, và sáp nhập Quần đảo Kuril và phần phía nam của đảo Sakhalin. Hoa Kỳ chịu trách nhiệm cho phần còn lại của Nhật Bản ở Châu Đại Dương. Trong khi đó, Trung Quốc đã rơi vào nội chiến, và những người Cộng sản kiểm soát vào năm 1949. Tướng Douglas MacArthur được giao nhiệm vụ chiếm đóng Đồng minh Nhật Bản với tư cách là Tư lệnh tối cao Nhật Bản của các cường quốc đồng minh; ông và nhân viên của mình đã phát huy sức mạnh rộng lớn nhưng gián tiếp, vì các quyết định được thực hiện bởi các quan chức Nhật Bản.
Một Tòa án Tội ác Chiến tranh, tương tự như ở Nürnberg, được thành lập ở Tokyo. Vào ngày 3 tháng 5 năm 1946, khởi tố các nhà lãnh đạo quân sự Nhật Bản vì tội ác chiến tranh bắt đầu.Một số thành viên nổi bật của nội các Nhật Bản đã bị xử tử, đáng chú ý nhất là cựu Thủ tướng Tojo Hideki. Nhưng Hoàng đế không bị xét xử tại các phiên tòa ở Tokyo và cũng không bị truất ngôi, các thành viên trong hoàng tộc cũng vậy. Thay vào đó, theo Hiến pháp sau chiến tranh, Nhật hoàng đã bị thu hẹp thành một vị quân vương danh nghĩa đầu sỏ không có đặc điểm thần thánh và bị cấm tham gia chính trị.
Douglas MacArthur đã tìm cách phá vỡ quyền lực của zaibatsu; Nhật Bản đã được dân chủ hóa và tự do hóa theo các điều khoản tự do trong "Chính sách mới" của Mỹ. Các đảng phái chính trị đã được khôi phục. Các tổ chức cánh tả cũ như Đảng Dân chủ Xã hội và Đảng Cộng sản Nhật Bản đã tự tái khẳng định. Cuộc bầu cử sau chiến tranh đầu tiên được tổ chức vào năm 1946 và lần đầu tiên, phụ nữ được phép bỏ phiếu.
Vào ngày 3 tháng 5 năm 1947, Hiến pháp Nhật Bản có hiệu lực. Điều này đã thay đổi Đế quốc Nhật Bản thành Nhà nước Nhật Bản (Nihon Koku,) với dân chủ tự do. Quân đội Nhật Bản bị tước vũ khí hoàn toàn và sự tuyệt đối của hoàng đế đã bị bãi bỏ bởi Hiến pháp sau chiến tranh. Điều 9 đã biến Nhật Bản thành một quốc gia hòa bình không có quân đội.
Vào tháng 7 năm 1947, Chính phủ Nhật Bản, với sự khuyến khích của các lực lượng chiếm đóng Hoa Kỳ, đã thành lập một Cục Cảnh sát Quốc gia (予 備 隊 Keisatsu-yobitai). Cục này gồm 75.000 người được trang bị vũ khí bộ binh hạng nhẹ. Đây là bước tái vũ trang sau chiến tranh đầu tiên của Nhật.
Shigeru Yoshida được bầu làm Thủ tướng Nhật Bản từ năm 1946 đến 1947 và từ 1948 đến 1954. Chính sách của ông, được gọi là "Học thuyết Yoshida", nhấn mạnh sự phụ thuộc quân sự vào Hoa Kỳ và thúc đẩy tăng trưởng kinh tế không kiềm chế. Vào ngày 8 tháng 9 năm 1951, Hoa Kỳ đã kết thúc chiếm đóng Nhật Bản sau khi ký Hiệp ước San Francisco vào ngày 8 tháng 9 năm 1951, bắt đầu có hiệu lực vào ngày 28 tháng 4 năm 1952. Nó khôi phục chủ quyền của Nhật Bản. Cùng ngày, Hiệp ước an ninh giữa Hoa Kỳ và Nhật Bản đã được ký kết khi căng thẳng của Chiến tranh lạnh gia tăng. Hiệp ước yêu cầu Mỹ bảo vệ Nhật Bản khỏi sự xâm lược từ bên ngoài. Nó cho phép các lực lượng Hoa Kỳ đóng quân tại Nhật Bản. Trong khi đó, lực lượng mặt đất và hàng hải Nhật Bản đối phó với các mối đe dọa nội bộ và thiên tai. Điều này đã thành lập liên minh Hoa Kỳ-Nhật Bản.
Vào giữa năm 1952, Lực lượng An ninh Duyên hải (海上 警備 Kaijō Keibitai) được thành lập. Đó là bản sao dưới nước của Cục cảnh sát quốc gia.
Vào cuối những năm 1940, có hai Đảng bảo thủ (Đảng Dân chủ Nhật Bản và Đảng Tự do); họ sáp nhập vào năm 1955 với tư cách là Đảng Dân chủ Tự do (LDP). Đến năm 1955, hệ thống chính trị ổn định trong cái gọi là Hệ thống 1955. Hai đảng chính là LDP bảo thủ và phe cánh tả Đảng Dân chủ Xã hội. Trong suốt giai đoạn 1955 đến 2007, LDP chiếm ưu thế (với một khoảng thời gian ngắn trong năm 1993-94). LDP là ủng hộ kinh doanh, thân Mỹ và có một cơ sở nông thôn mạnh mẽ.

## "Phép màu Nhật Bản"
Tăng trưởng kinh tế đáng chú ý của Nhật Bản trong những thập kỷ sau năm 1950 được gọi là "Phép màu Nhật Bản", khi nền kinh tế tăng trưởng nhanh gấp ba lần so với các quốc gia lớn khác. Điều này đã đạt được trong khi gần như  không cần vốn nước ngoài. Phép màu đã giảm xuống vào năm 1973 khi giá dầu tăng và sự bất ổn của thương mại quốc tế. Vào giữa những năm 1990, nền kinh tế bước vào kỷ nguyên trì trệ và tăng trưởng thấp cho đến ngày nay.
Saburō kita (1914-93), một nhà kinh tế, đã nhận ra vào năm 1942 rằng cuộc chiến xem như đã chấm hết; ông đã chuẩn bị một kế hoạch cho sự phục hồi kinh tế sau chiến tranh của Nhật Bản được xuất bản năm 1945 với tên gọi "Những định hướng cơ bản cho việc tái thiết nền kinh tế Nhật Bản". Ông trở thành bộ trưởng ngoại giao năm 1979 và nỗ lực hội nhập Nhật Bản về kinh tế và chính trị với nền kinh tế thế giới.
Từ năm 1950 trở đi, Nhật Bản tự xây dựng lại chính trị và kinh tế. Sugita nhận thấy rằng "những năm 1950 là một thập kỷ mà Nhật Bản hình thành một hệ thống tư bản doanh nghiệp độc đáo, trong đó chính phủ, doanh nghiệp và lao động thực hiện hợp tác chặt chẽ và phức tạp".
Sức mạnh kinh tế mới của Nhật Bản đã sớm mang lại sức ảnh hưởng kinh tế quan trọng trên thế giới. Học thuyết Yoshida và sự can thiệp kinh tế của chính phủ Nhật Bản đã thúc đẩy một phép màu kinh tế ngang tầm với những thống kê của Tây Đức. Chính phủ Nhật Bản nỗ lực thúc đẩy sự phát triển công nghiệp thông qua sự kết hợp giữa chủ nghĩa bảo hộ và mở rộng thương mại. Việc thành lập Bộ Thương mại và Công nghiệp Quốc tế (MITI) là công cụ phục hồi kinh tế sau chiến tranh của Nhật Bản. Đến năm 1954, hệ thống MITI đã có hiệu lực đầy đủ. Nó phối hợp hành động của ngành công nghiệp và chính phủ và thúc đẩy các thỏa thuận hợp tác, và tài trợ nghiên cứu để phát triển nền xuất khẩu đầy triển vọng cũng như nhập khẩu các mặt hàng thay thế (đặc biệt là thuốc nhuộm, sắt thép, và sođa khan). Người kế nhiệm Yoshida, Hayato Ikeda, bắt đầu thực hiện các chính sách kinh tế đã loại bỏ phần lớn luật chống độc quyền của Nhật Bản. Các công ty nước ngoài đã bị loại khỏi thị trường Nhật Bản và luật bảo hộ nghiêm ngặt đã được ban hành.
Trong khi đó, Hoa Kỳ dưới thời Tổng thống Eisenhower đã coi Nhật Bản là mỏ neo kinh tế cho chính sách Chiến tranh lạnh của phương Tây ở châu Á. Nhật Bản hoàn toàn phi quân sự và không đóng góp cho sức mạnh quân sự, nhưng đã cung cấp sức mạnh kinh tế. Các lực lượng Hoa Kỳ và Liên Hợp Quốc đã sử dụng Nhật Bản làm căn cứ hậu cần tiền phương của họ trong Chiến tranh Triều Tiên (1950, 53), và các đơn đặt hàng tiếp tế tràn ngập Nhật Bản. Mối quan hệ kinh tế chặt chẽ đã củng cố mối quan hệ chính trị và ngoại giao, để hai quốc gia sống sót qua cuộc khủng hoảng chính trị năm 1960 liên quan đến phe đối lập cánh tả đối với Hiệp ước An ninh Hoa Kỳ-Nhật Bản. Cánh tả đã thất bại trong việc buộc phải loại bỏ các căn cứ quân sự lớn của Mỹ ở Nhật Bản, đặc biệt là ở Okinawa. Shimizu lập luận rằng chính sách của Mỹ về việc tạo ra "người giàu (people of plenty)"là một thành công ở Nhật Bản và đạt được mục tiêu của nó là xoa dịu cuộc biểu tình chống tư bản ở cánh tả.
Vào ngày 1 tháng 7 năm 1954, Đạo luật Lực lượng Phòng vệ (Đạo luật số 165 năm 1954) đã tổ chức lại Ủy ban An ninh Quốc gia thành Bộ Quốc phòng vào ngày 1 tháng 7 năm 1954. Sau đó, Lực lượng An ninh Quốc gia được tổ chức lại thành Lực lượng Phòng vệ Mặt đất Nhật Bản (GSDF). Lực lượng bảo vệ ven biển được tổ chức lại thành Lực lượng Phòng vệ Biển Nhật Bản (JMSDF). Lực lượng Phòng vệ Trên không Nhật Bản (JASDF) được thành lập như một chi nhánh mới của JSDF. Đây là lục quân, hải quân và không quân Nhật Bản thời hậu chiến.
Vào ngày 12 tháng 12 năm 1956, Nhật Bản đã tham gia Liên hợp quốc.
Năm 1957, Nhật Bản là quốc gia đầu tiên xây dựng các tuyến đường sắt chuyên dụng để tốc độ cao. Năm 1957, Odakyu Electric Railway đã giới thiệu tàu 3000 series SE Romancecar của mình, lập kỷ lục tốc độ thế giới là 145 km/h (90 dặm/giờ) cho một chuyến tàu khổ hẹp. Điều này sẽ dẫn đến việc thiết kế tàu Shinkansen đầu tiên. Kỷ lục này đã tạo động lực cho thiết kế 0 Series Shinkansen đầu tiên.
Vào ngày 1 tháng 10 năm 1964, dự án cải tạo đất lớn nhất của Nhật Bản cho đến nay đã được hoàn thành tại Hồ Hachirōgata. Ngôi làng Ōgata được thành lập. Công việc cải tạo đất bắt đầu tại hồ Hachirōgata vào tháng 4 năm 1957.
Vào ngày 10 tháng 10 năm 1964, Tokyo đã tổ chức Thế vận hội Mùa hè 1964. Cột mốc này đánh dấu lần đầu tiên Thế vận hội Olympic được tổ chức tại Châu Á.
Năm 1968, Nhật Bản đã vượt qua Tây Đức để trở thành cường quốc kinh tế lớn thứ hai trên thế giới. Trong cùng năm đó, Quần đảo Ogasawara đã được Hoa Kỳ trao lại chủ quyền cho Nhật Bản. Công dân Nhật Bản được phép quay về.
Đến thập niên 1970, Nhật Bản đã trở lại là một cường quốc. Nó có nền kinh tế lớn thứ hai thế giới sau Hoa Kỳ. Tuy nhiên, sức mạnh quân sự của nó rất hạn chế do các chính sách hòa bình và điều 9 của hiến pháp 1947. Điều này làm cho Nhật Bản trở thành một cường quốc không bình thường.
Vào ngày 11 tháng 2 năm 1970, tên lửa Lambda 4S được phóng thành công  và lần đầu tiên đưa vệ tinh Ohsumi của Nhật lên quỹ đạo.
Vào ngày 20 tháng 12 năm 1970, bạo loạn Koza là một cuộc biểu tình dữ dội và tự phát chống lại sự hiện diện của quân đội Hoa Kỳ tại Okinawa.
Vào ngày 30 tháng 9 năm 1971, biểu tình và bạo loạn Zengakuren nổ ra ở Tokyo để phản đối các điều khoản trong việc Mỹ trả lại Okinawa cho Nhật Bản. Họ muốn loại bỏ hoàn toàn sự hiện diện của quân đội Mỹ.
Vào ngày 24 tháng 11 năm 1971, Thỏa thuận thu hồi Okinawa năm 1971 đã được phê chuẩn và Quận Okinawa được trả lại cho Nhật Bản.
Năm 1974, Thủ tướng Eisaku Satō là người châu Á đầu tiên nhận Giải Nobel Hòa bình.
Năm 1980, Nhật Bản trở thành nước sản xuất xe cơ giới lớn nhất trên thế giới với 11.042.884 xe cơ giới so với 8,009,841 xe của Hoa Kỳ.
Đầu những năm 1980 chứng kiến sự xuất hiện của anime Nhật Bản trong văn hóa Mỹ và phương Tây. Vào những năm 1990, phim hoạt hình Nhật Bản dần trở nên phổ biến ở Mỹ.
Năm 1985, ngành công nghiệp trò chơi điện tử tại nhà đã được hồi sinh nhờ thành công nổi tiếng của Nintendo Entertainment System. Thành công của NES đánh dấu sự thay đổi trong sự thống trị của ngành công nghiệp trò chơi điện tử từ Hoa Kỳ sang Nhật Bản với thế hệ máy chơi game thứ ba.

## Bảng chuyển đổi
Để chuyển đổi bất kỳ lịch Gregory giữa năm 1926 và 1989 thành lịch Nhật Bản trong thời đại Chiêu Hòa, năm 1926 cần phải được trừ vào năm được đề cập, sau đó cộng thêm 1.
| Chiêu Hòa | 1    | 2    | 3    | 4    | 5    | 6    | 7    | 8    | 9    | 10   | 11   | 12   | 13   | 14   | 15   | 16   |
| --------- | ---- | ---- | ---- | ---- | ---- | ---- | ---- | ---- | ---- | ---- | ---- | ---- | ---- | ---- | ---- | ---- |
| AD        | 1926 | 1927 | 1928 | 1929 | 1930 | 1931 | 1932 | 1933 | 1934 | 1935 | 1936 | 1937 | 1938 | 1939 | 1940 | 1941 |
| Chiêu Hòa | 17   | 18   | 19   | 20   | 21   | 22   | 23   | 24   | 25   | 26   | 27   | 28   | 29   | 30   | 31   | 32   |
| AD        | 1942 | 1943 | 1944 | 1945 | 1946 | 1947 | 1948 | 1949 | 1950 | 1951 | 1952 | 1953 | 1954 | 1955 | 1956 | 1957 |
| Chiêu Hòa | 33   | 34   | 35   | 36   | 37   | 38   | 39   | 40   | 41   | 42   | 43   | 44   | 45   | 46   | 47   | 48   |
| AD        | 1958 | 1959 | 1960 | 1961 | 1962 | 1963 | 1964 | 1965 | 1966 | 1967 | 1968 | 1969 | 1970 | 1971 | 1972 | 1973 |
| Chiêu Hòa | 49   | 50   | 51   | 52   | 53   | 54   | 55   | 56   | 57   | 58   | 59   | 60   | 61   | 62   | 63   | 64   |
| AD        | 1974 | 1975 | 1976 | 1977 | 1978 | 1979 | 1980 | 1981 | 1982 | 1983 | 1984 | 1985 | 1986 | 1987 | 1988 | 1989 |